# Speed Star
Speed Star es el segundo álbum de estudio de la estrella de J-Pop y seiyū Aya Hirano, lanzado por Lantis es 18 de noviembre de 2009. El 1 de septiembre de 2009, fue anunciado el lanzamiento del álbum en su sitio web oficial.
El álbum incluye sus singles "Unnamed World", "Set me free - Sing a Song!" y "Super Driver". No incluye el sencillo de colaboración que hizo con Tsunku, "Namida Namida Namida". La canción Super Driver, del sencillo del mismo nombre, fue utilizado como tema de entrada de la temporada 2009 de la serie de anime Suzumiya Haruhi.
La edición limitada del disco incluía un DVD con el video musical de la canción "Speed Star". El álbum vendió 20000 copias en su primera semana, ubicándose en el cuarto lugar de los discos más vendidos en la clasificación semanal Oricon.

## Lista de canciones
1. Stereotype (Inst.)
2. Super Driver
3. Sing A Song!
4. Oh! My Darlin'
5. Kiss Me
6. Mizutamari (水たまり)
7. Ano Hana no Yo ni (あの花のように)
8. Aishite (アイシテ!)
9. VOXX
10. Set Me Free
11. Lock-On
12. Speed Star
13. Unnamed World